# Gardmehr
Gardmehr (persiska: گردمهر, چم سول سرخه مهری) är en ort i Iran.   Den ligger i provinsen Lorestan, i den västra delen av landet, 400 km sydväst om huvudstaden Teheran. Gardmehr ligger 1 287 meter över havet och antalet invånare är 122.
Terrängen runt Gardmehr är huvudsakligen kuperad, men västerut är den bergig. Runt Gardmehr är det ganska tätbefolkat, med 72 invånare per kvadratkilometer. Närmaste större samhälle är Zherī Zhabān, 19,7 km sydost om Gardmehr. Omgivningarna runt Gardmehr är i huvudsak ett öppet busklandskap.